# Nicola Lecca
Nicola Lecca (Cagliari, 1976) è uno scrittore italiano.

## Biografia
Nato a Cagliari nel 1976, inizia a viaggiare fin da giovane soggiornando in varie città europee tra cui Reykjavík, Barcellona, Londra, Vienna e Innsbruck.
Esordisce nel 1999 con la raccolta di racconti Concerti senza orchestra, finalista al Premio Strega e al Premio Chiara e vincitore del Premio Rhegium Julii per l'Opera Prima e del Premio letterario Basilicata.
Nel 2013 conquista il Premio Fenice-Europa con il romanzo La piramide del caffè.
Ha pubblicato articoli e reportage su riviste e quotidiani tra i quali L'Unione Sarda, l'Unità, la Repubblica e Il Giornale.
Premio Hemingway per la letteratura nel 2003, è tradotto in 15 paesi europei e in Brasile.

## Opere

### Romanzi
- Ritratto notturno, Venezia, Marsilio, 2000 ISBN 88-317-7360-7.
- Ho visto tutto, Venezia, Marsilio, 2003 ISBN 88-317-8099-9.
- Hotel Borg, Milano, Mondadori, 2006 ISBN 88-04-54677-8.
- Il corpo odiato, Milano, Mondadori, 2009 ISBN 978-88-04-58534-3.
- La piramide del caffè, Milano, Mondadori, 2013 ISBN 978-88-04-62459-2.
- I colori dopo il bianco, Milano, Mondadori, 2017 ISBN 978-88-04-67318-7.
- Il treno di cristallo, Milano, Mondadori, 2020 ISBN 978-88-04-70802-5.
- Scrittori al veleno, Milano, Mondadori, 2024, ISBN 978-88-04-76041-2.

### Raccolte di racconti
- Concerti senza orchestra, Venezia, Marsilio, 1999 ISBN 88-317-7153-1.
- Ghiacciofuoco con Laura Pariani, Venezia, Marsilio, 2007 ISBN 978-88-317-9291-2.

### Saggi
- Neoneli, Comune di Neoneli, 2014

### Antologie
- Cagliari: racconti di AA. VV., Cagliari, THotel, 2009

## Premi e riconoscimenti
- Premio Rhegium Julii per l'Opera Prima: 1999 vincitore con Concerti senza orchestra
- Premio letterario Basilicata: 1999 vincitore con Concerti senza orchestra
- Premio Strega: 1999 finalista con Concerti senza orchestra
- Premio Chiara: 1999 finalista con Concerti senza orchestra
- Premio Hemingway: 2003 vincitore nella sezione Narrativa[9]
- Premio dei Lettori: 2006 vincitore con Hotel Borg
- Premio Fenice-Europa: 2013 vincitore con La piramide del caffè